# Sérvia otomana
O termo Sérvia otomana refere-se ao período da história da Sérvia em que o país foi dominado pelos otomanos. O território que é compõe atualmente a República da Sérvia fez parte do Império Otomano durante todo o período da Idade Moderna. A cultura otomana influenciou significativamente a região, a arquitetura, a culinária, a linguística, e o vestuário, especialmente nas artes, e no Islã.
Nos séculos XIV e XV, o Despotado da Sérvia foi subjugado pela conquista otomana dos Bálcãs. Os otomanos derrotaram os sérvios na batalha de Maritsa em 1371, tornando-os vassalos dos governadores do sul, logo depois, o Imperador morreu. Como Uresis não tinha filhos e a nobreza não concordou com o legítimo herdeiro, o império era governado por senhores provinciais semi-independentes, que muitas vezes estavam em disputas uns com os outros. O mais poderoso deles, o Czar Lázaro da Sérvia, um duque da atual Sérvia Central (que ainda não estava sob o domínio otomano), situou-se contra os otomanos na batalha do Kosovo em 1389. O resultado foi indeciso, mas resultou na queda subsequente da Sérvia. Estêvão Lazarević, filho de Lázaro, sucedeu como governante, mas teve que, por 1394, se tornar um vassalo otomano. Em 1402, ele renunciou o domínio otomano e se tornou um aliado húngaro, nos anos seguintes são caracterizados pelos lutas entre otomanos e húngaros sobre o território da Sérvia. Em 1453, os otomanos conquistaram Constantinopla, e em 1458 Atenas foi tomada. Em 1459, a Sérvia foi anexada, e a Grécia, bem como, um ano depois.
Várias revoltas menores, sem sucesso e de curta duração, foram conduzidas contra o domínio otomano principalmente com a ajuda dos Habsburgos; 1594, 1688-1691, 1718-1739 e 1788. Em 1799, o dahia (líderes Janízaros, infantaria de status elevado nas províncias) assumiram o Sanjaco de Semêndria, renunciando o sultão otomano e instituindo impostos mais altos. Em 1804, eles assassinaram os intelectuais e nobres mais notáveis, fato conhecido como a Chacina dos Duques. Em represália, os sérvios pegaram em armas e conseguiram, em 1806, matar ou expulsar todos os dahia; mas a luta não parou, quando o sultão enviou para a província um novo paxá, os sérvios o mataram. A revolta continuou, no que seria conhecido como a Primeira Revolta Sérvia, com os sérvios sob Jorge Negro derrotando os turcos em várias batalhas, libertando a maioria da Sérvia Central - um governo totalmente funcional foi estabelecido. Em 1813, os sérvios sofreram uma grande derrota, uma rebelião mal sucedida seguiu-se em 1814, e em 1815 a Segunda Revolta Sérvia começou. Em 1817, a Sérvia ficou independente de facto (como Principado da Sérvia).

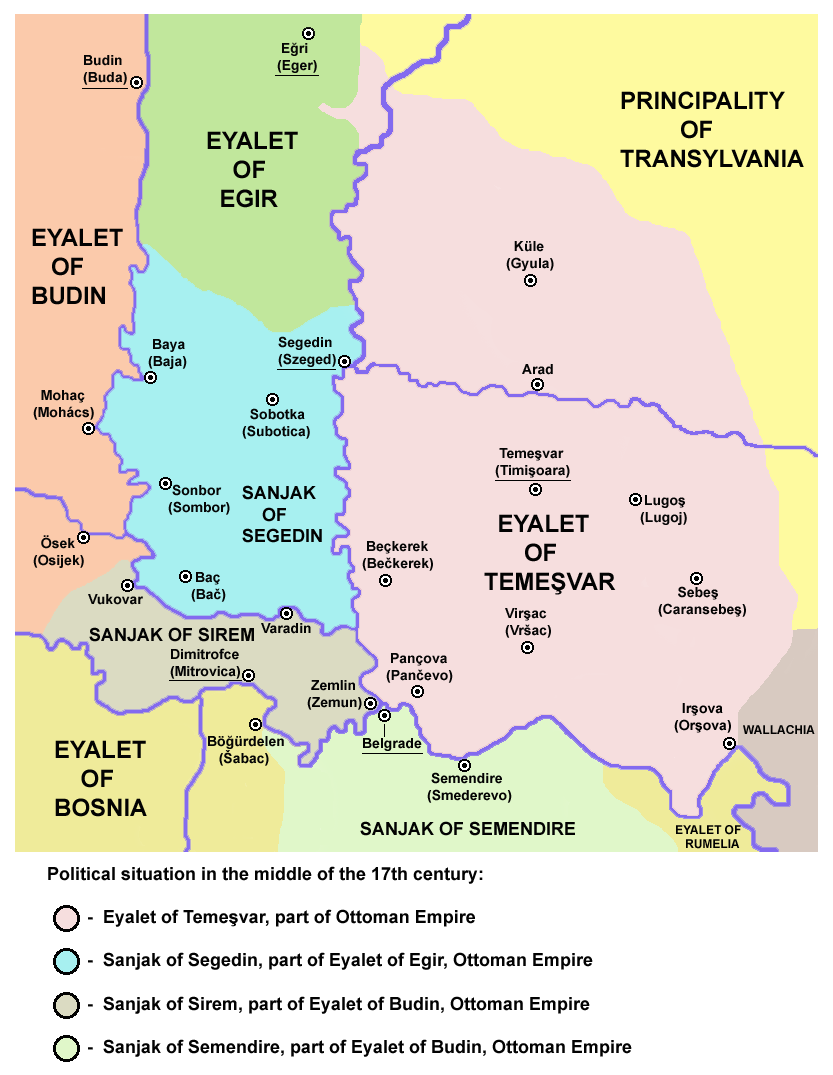
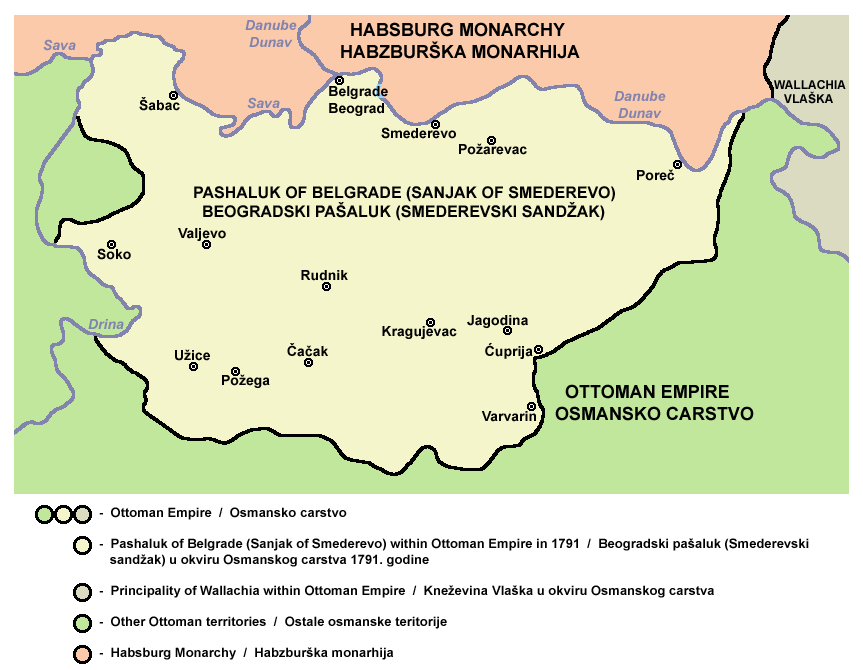
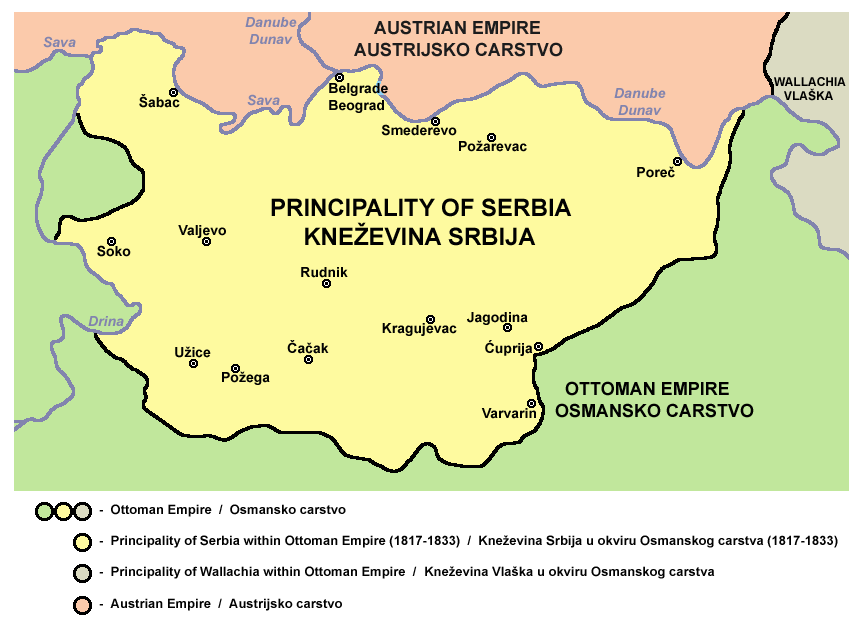